# 詹龍
詹龍（1917年—1990年），臺灣嘉義市東區人，雕刻家，以雕刻石猴聞名，人稱「猴雕第一刀」、「龍師」，其作品影響嘉義雕刻潮流，成了嘉義市文化特色之一的桃城石猴。

## 生平
1917年，詹龍生於嘉義南門圓環的打石街（今嘉義市東區文昌街），詹龍排行老么，家中從事青草店。祖父本姓黃。他家境清寒，曾就讀嘉義市第二公學校（今嘉義市民族國小），小五時就因做童工而輟學。在長年耳聞目染的環境下，他開始在家裡刻石以自娛，遂而被鄰居石匠師傅請去當幫手。
二次世界大戰爆發，詹龍被徵召到海南島充當軍伕。大戰結束後滯留在海南島的期間，他跟隨一位在汕頭建造寺廟龍柱的雕刻師學習雕龍柱，加深石雕創作的基礎。回到嘉義後，詹龍先上阿里山當採石工，並在當地開始對台灣獼猴有興趣，閒暇之間還雕刻獼猴的石雕。後來曾從事雕刻寺廟龍柱，之後回到嘉義打石街開設墓碑店，生意冷清。
每逢墓碑生意清淡的季節，詹龍會雕刻神像、英雄、或寵物、走獸以自娛，被他的石刻神像和石猴吸引入門的顧客，逐漸多於忽忽闖進墓碑店訂貨的喪家。四十三歲時，他關閉墓碑店面，搬到嘉義市體育場旁的陋巷中租屋，以代雕親人雕像與透過民藝古董店銷售石猴、石佛維生。大約從1973年起，詹龍採用嘉義地區溪流的貝類化石做為石材，大部分石猴作品透過民藝店轉售海外，受日本人所喜，有「嘉義龍師，雕猴第一」之。
日本觀光客偏愛並搶購詹龍的化石石猴，市場需求下，在1970年代臺灣，陳樹勳、郭秋松、郭慶堂等雕刻師也跟進雕刻石猴；至1980年代臺灣，有蔡芳澤、王丙木、薛文瑞、陳壬癸、辜銘傳、陳見成、黃欽銘等雕刻師；1990年代臺灣有林漢泉、張明欽等雕刻師陸續加入行列。
詹龍還有「猴雕第一刀」、「龍師」稱號。其石猴雖受歡迎，但多數利潤都被中間商賺取，到老都買不起房子的他遂自嘲：「一生刻猴三千件，骨董店賺錢開車買大樓，我到老也是『稅厝站』。」。
詹龍家庭中有五人專業或業餘從事石雕創作。他的妻子林蕊，在二戰時因戰火而失聰，只能與丈夫比手劃腳溝通，負責替他打亮磨平作品。
1990年，詹龍因肺病病逝，生前他對自己猴雕作品的註解為：「我生於台灣嘉義，用八掌溪的石頭雕刻阿里山的台灣瀰猴，留給台灣子孫做紀念。」

## 身後
詹龍去世後，妻子林蕊才學習雕刻，作品具非洲部落風格，曾多次舉辦展覽，頗受台灣北部藏家歡迎。從詹龍以降的半世紀，詹龍家族、郭秋松家族與其他雕刻家繼續創作猴雕。1998年，國父紀念館舉辦「桃城石猴特展」，展出二十四位雕刻家提供的七十件作品，所用石材都取自八掌溪特有的化石。因為嘉義有許多石猴雕刻師，讓嘉義市被喚作「石猴故鄉」。

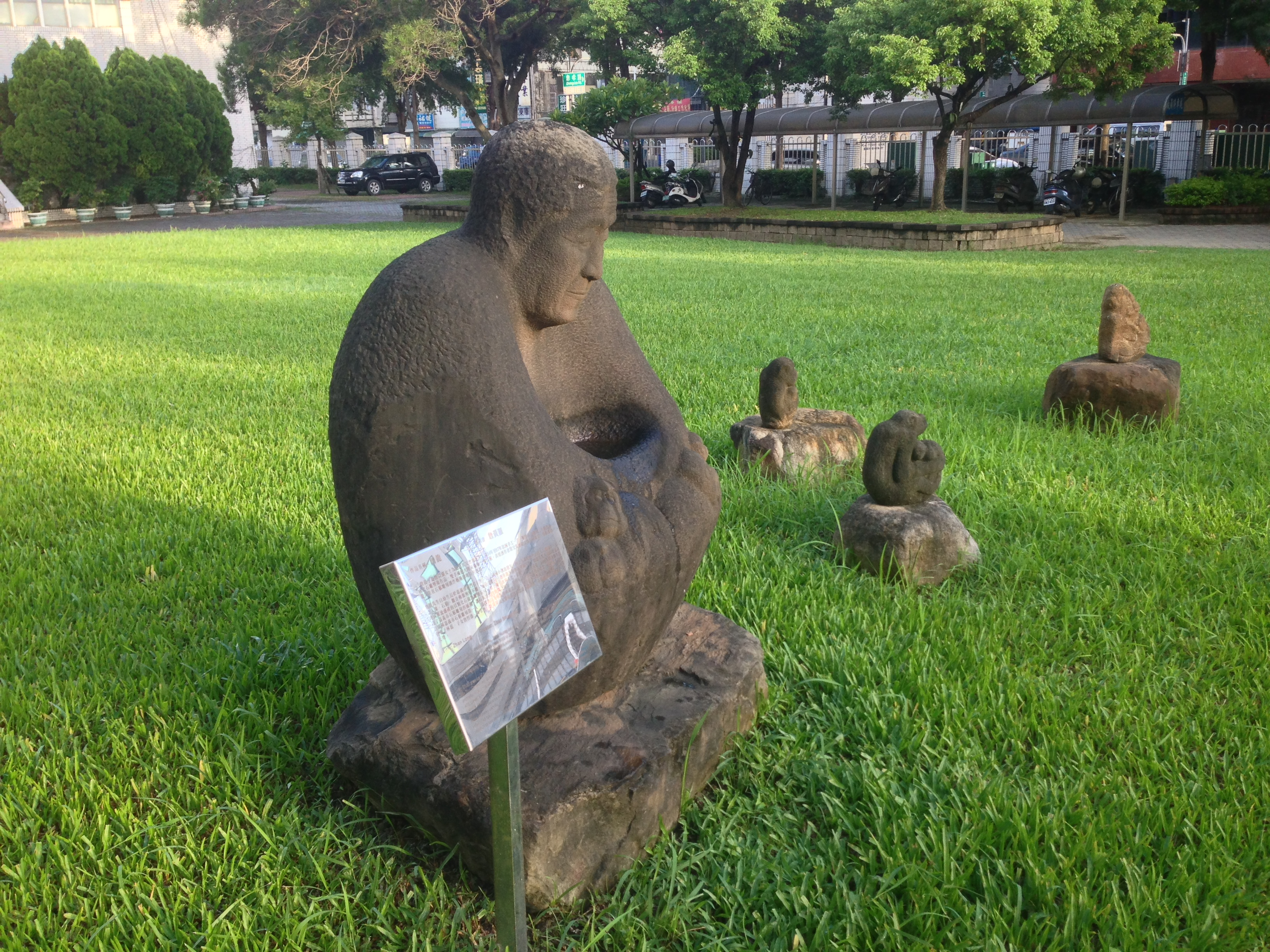
詹龍與詹黃羅父女在嘉義市民族國小的石雕作品。

詹龍長子詹哲雄、次子吳黃杰、女兒詹黃羅及女婿黃欽銘亦為石雕藝術家，詹龍女兒詹黃羅與丈夫黃欽銘靠著雕石維生，以養育三位子女，但收入微薄，是政府列冊補助的低收入戶。詹黃羅以三年時間完成父親雕像，卻因嘉義市政府撤銷石雕公園計畫，導致文化局未能把雕像安置在文化園區的允諾，讓詹龍雕像無處可落，最後由「嘉義市社區大學發展協會」理事長賴萬鎮與教育處長余坤龍的協助下，2010年，將詹龍雕像立於其母校民族國小。另外，透過民族國小校長許忠和牽線，詹龍生前好友何國文捐獻其僅有的一件詹龍猴雕作品「為母則強」，與詹黃羅雕作的「呵護」猴雕及詹龍雕像共同豎立。